# Stanisław Łochowski
Stanisław Łochowski herbu Belina (ur. ok. 1600, zm. ok. 1650) – polski prawnik, pisarz, autor dzieł prawniczych, podpisek grodzki chęciński (1608–1615), pisarz grodzki opoczyński (1615–1647).

## Życiorys
Urodził się na początku XVII wieku. Pochodził z Łochowa Wielkiego w ziemi rawskiej. Po ukończeniu edukacji został podpiskiem w kancelarii sądu grodzkiego chęcińskiego. W 1615 starosta opoczyński Stanisław Przerębski powierzył mu urząd pisarza grodzkiego opoczyńskiego, który pełnił nieprzerwanie aż do 1647. Przy czym od połowy lat trzydziestych aż do swojej śmierci przebywał okresowo na dworze Oleśnickich w Międzyborzu, ponieważ właśnie tam datowane są konsekwentnie wszystkie jego dzieła. Zmarł około 1650.
Był żonaty z Jadwigą Promińską. 

## Twórczość
Był znany jako autor popularnych dzieł prawniczych. Pomimo niepochlebnej opinii S. Kutrzeby, który w swojej Historii źródeł prawa polskiego uznał Regulae iuris jako bezwartościowe, współcześni badacze zaczynają doceniać jego twórczość. 

### Dzieła prawnicze
1. Regulae iuris et loci communes forenses, quorum de iure et praxi communi, tritus et versatus in foro usus et allegatio (Zasady prawne i pospolite reguły sądowe, których z prawa i praktyki pospolitej utarty i doświadczony użytek oraz powoływanie), wydrukowane po raz pierwszy w 1637 w Krakowie w oficynie Franciszka Cezarego. Następne wydania ukazały się w 1643 (Poznań), 1644,1701, 1727 i 1756 (Kraków). K. Estreicher podał także wzmianki o wydaniach z 1636, 1642 (Poznań), 1686 i 1691 (Kraków), zaznaczając, że nie odnalazł ich w polskich bibliotekach[5].
2. Apophtegmata de justicia, magistratu ac legibus, drukowane z pierwszym wydaniem Regulae iuris w 1637, s. 161-173.
3. Dicta et Sententiae Sapientium eodem spectantia, drukowane z pierwszym wydaniem Regulae iuris w 1637, s. 174-180.
4. Magistratus veteris populi Romani, drukowane z pierwszym wydaniem Regulae iuris w 1637, s. 181-194.
5. Supplementum regularum iuris. Nuper ad usum et profectum in iure, studiosae Juris Juventuti in publicum editarum, drukowane razem z Regulae iuris w 1644 (s. 195-306), zawiera: Articuli iuris civilis (s. 201-241), De processu iuris et iudiciis civilibus supplementi (s. 242-276), Appendix vocabulorum iuris civilium, definitionem complectens (s. 277-306).
6. De correctura iurium et processus iudiciarii terrestris compendio brevis discursus, Kraków 1641.
7. Processus iudiciarius granicialis Regni Poloniae, Kraków 1641. Plagiatu tego dzieła dopuścił się w XVIII wieku Marcin Paciorkowski, drukując je w 1749 pod własnym imieniem oraz tytułem Regula processus granicialis campestris Regni Poloniae[6].
8. Comitiorum Regni Poloniae generalium forma, vis et effectus, Kraków 1644.

### Pozostała twórczość
1. Quaestio, quis inter Militem, Jurisconsultum, et Medicum sit Regno et Reipublicae utilissimus? Per modum cuiusdam concertatiuae fraternae, in theatrum juris publicum prolata, Kraków 1647. K. Estreicher wspomniał także o wydaniu z 1677, którego jednak nie odnalazł w żadnej bibliotece.
2. Emblemata Horatiana rhythmis polonicis e praecipuis linguae patriae rhytmographis selectis illustrata, Kraków 1647, powtórnie w 1649, zawiera przekłady dzieł Horacego autorstwa Jana Kochanowskiego, Szymona Szymonowica i innych polskich poetów. W 1647 zostało przedrukowane przez wydawcę po tytułem: Emblemata Horatiana to iest Sentencye Horatiuszowe z przednich Poetów polskich wyięte y za kolendę na rok pański 1648 od F[ranciszka Józefa]. C[ezargo]. Studenta sławney Akademii Krakow. Zacnym Osobom ofiarowane, Kraków 1647.
3. Alexander Magnus, sive rerum ab Alexandro Magno, Rege Macedonum gestarum, Exempla praecipua, ex variis auctoribus collecta, Kraków 1648, składa się z fragmentów dzieł Kwintusa Kurcjusza Rufusa i Plutarcha opisujących życie Aleksandra Macedońskiego.
4. Eques polonus, sive almae nobilitatis polonae cum suis insigniis et praerogativis vera effigies, Kraków 1645, dzieło Wacława Kunickiego wydane przez Stanisława Łochowskiego.
5. Prowiant na drogę wieczności sławney pamięci, Jego Mci Panu Piotrowi Załuskiemu, Chorążemu Rawskiemu. Przy oddawaniu ciała iego ziemi w kościele farnym Opoczyńskim, die 1 Augusti, w roku 1644. w kazaniu przez Wielebnego Jego Mości X. Wacława Kosteckiego, Proboszcza Opoczyńskiego, Malickiego Plebana wystawiony, A za pozwoleniem Urzędu duchownego do druku podany, Kraków 1646, kazanie ks. Wacława Kosteckiego wygłoszone na pogrzebie chorążego rawskiego Piotra Załuskiego, wydane oraz opatrzone dedykacją przez Stanisława Łochowskiego.